# Júlio César Coelho Moraes Júnior
Júlio César Coelho Moraes Júnior (*São Paulo, Brasil, 15 de junio de 1982) es un exfutbolista brasileño. Jugaba de defensa y su primer equipo fue el Bangu. Su referente en el puesto es el lateral argentino Carlos Arano.

## Clubes
| Club             | País   | Año       |
| ---------------- | ------ | --------- |
| Bangu            | Brasil | 2002      |
| América de Natal | Brasil | 2003      |
| Flamengo         | Brasil | 2003-2005 |
| Marília          | Brasil | 2005      |
| Cruzeiro         | Brasil | 2006      |
| Cabofriense      | Brasil | 2007      |
| Náutico          | Brasil | 2007      |
| Goiás            | Brasil | 2008-2009 |
| Fluminense       | Brasil | 2010-2011 |
| Grêmio           | Brasil | 2011-2012 |
| Botafogo         | Brasil | 2013-2014 |
| Vasco da Gama    | Brasil | 2015-2017 |
| Boavista         | Brasil | 2017-2018 |

## Palmarés

### Campeonatos nacionales
| Título             | Club          | País   | Año  |
| ------------------ | ------------- | ------ | ---- |
| Campeonato Carioca | Flamengo      | Brasil | 2004 |
| Campeonato Mineiro | Cruzeiro EC   | Brasil | 2006 |
| Campeonato Goiano  | Goiás EC      | Brasil | 2009 |
| Brasileirão        | Fluminense    | Brasil | 2010 |
| Campeonato Carioca | Botafogo      | Brasil | 2013 |
| Campeonato Carioca | Vasco da Gama | Brasil | 2016 |
| Copa Río           | Boavista      | Brasil | 2017 |

- Datos: Q653872